# Dientes yugales

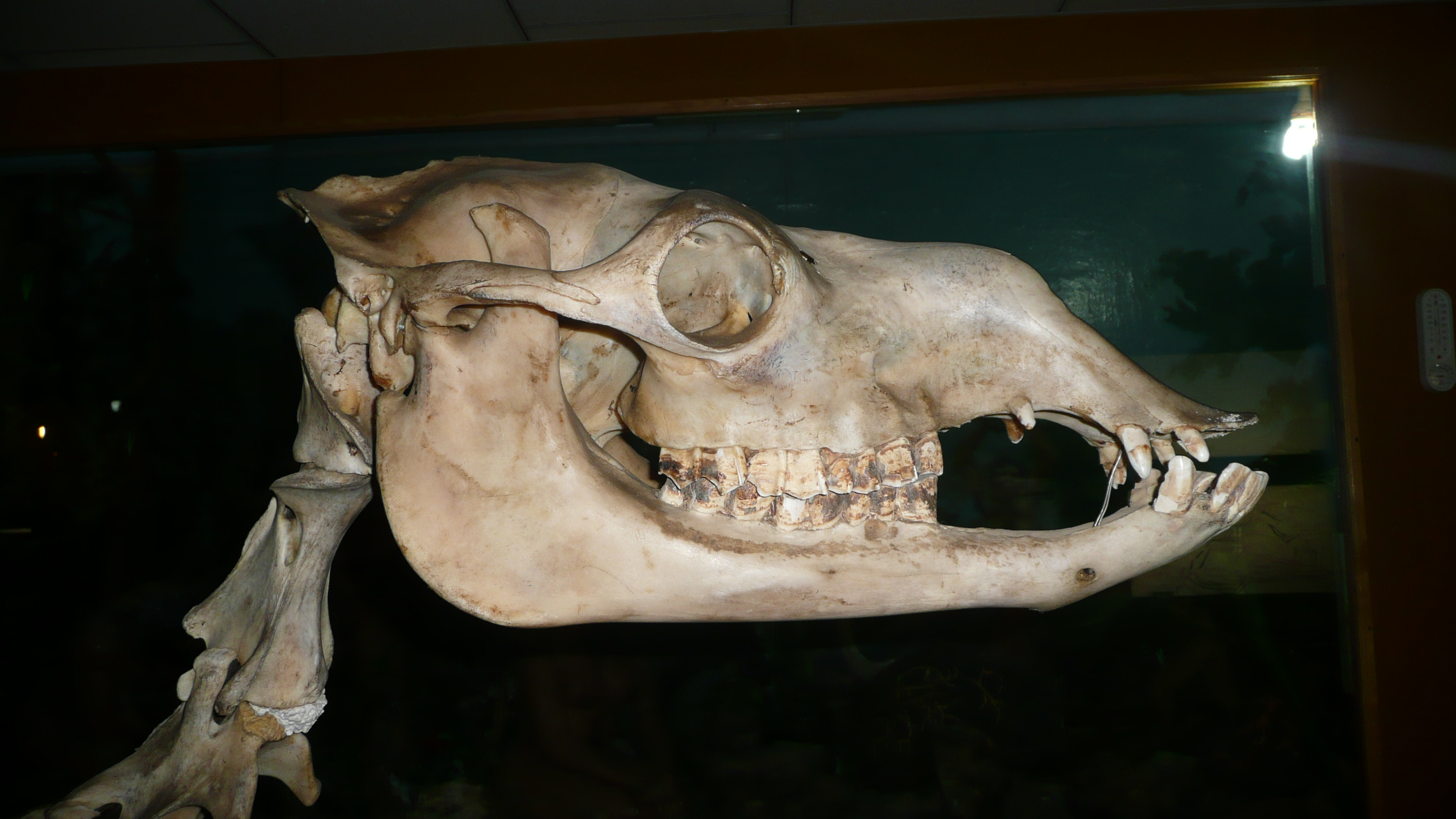
Cráneo de camello mostrando los dientes yugales y el diastema

Los dientes yugales, de las mejillas, postcaninos, maxilares o molariformes comprenden los dientes molares y premolares en los mamíferos. Los dientes de las mejillas son multicuspidados (tienen muchas cúspides). Los mamíferos placentarios tienen (en su forma más completa) cuatro premolares y tres molares en cada cuadrante de la mandíbula, mientras que los marsupiales tienen tres premolares y cuatro molares. Los dientes yugales a veces están separados de los caninos por un espacio llamado diastema. Pueden tener formas extraordinariamente complejas relacionadas con la alimentación.
Los dientes yugales en los reptiles son mucho más simples en comparación con los mamíferos.

## Funciones
Ayudar a triturar la comida para reducir adecuadamente el tamaño de los sustratos para las enzimas del estómago, y dan forma y definición a las mandíbulas de los animales. La forma de los dientes de las mejillas está directamente relacionada con su función y las diferencias morfológicas entre especies pueden atribuirse a sus variaciones dietéticas. Además, la forma de un diente de la mejilla se puede desgastar mecánicamente en función de la dieta, que se utiliza para proporcionar información sobre los hábitos de consumo de los animales fosilizados.
Las caries dentales puede resultar de un cuidado inadecuado de los dientes de las mejillas, que es un problema importante en todo el mundo.

## Evolución
Los dientes yugales con múltiples cúspides probablemente evolucionaron a partir de dientes con una sola cúspide en sinápsidos, aunque la diversidad de patrones molares de los terápsidos y la complejidad de los molares de los primeros mamíferos hacen imposible determinar cómo sucedió esto. De acuerdo con la "teoría de la diferenciación" ampliamente aceptada, las cúspides adicionales han surgido por brotación o excrecencia de la corona, mientras que la "teoría de la concrescencia" rival propone en cambio que los dientes complejos evolucionaron por el agrupamiento de dientes cónicos originalmente separados. En general, se acepta que los mamíferos terios (placentarios y marsupiales) evolucionaron a partir de un antepasado con molares tribosfénicos, con tres cúspides principales dispuestas en un triángulo.